# جيمس راسيل (قاضي)
جيمس راسيل هو قاضي كندي، ولد في 28 ديسمبر 1949.